# Рогалёв, Пётр Леонтьевич
Пётр Лео́нтьевич Рогалёв (24 марта 1912 года, с. Белоцерковка, ныне с. Травневое, Сватовский район Луганской области — 5 марта 1988 года, Уфа) — советский военный деятель, полковник. Герой Советского Союза.

## Начальная биография
Пётр Леонтьевич Рогалёв родился 24 марта 1912 года в селе Белоцерковка, ныне село Травневое Сватовского района Луганской области, в семье крестьянина.
Окончил семь классов. До призыва в армию работал в колхозе, а также председателем Сватовского райпотребсоюза.

## Военная служба

### Довоенный период
В октябре 1934 года был призван в ряды РККА Сватовским райвоенкоматом Ворошиловградской области.
В 1938 году окончил Курсы усовершенствования командного состава.
В 1939 году вступил в ряды ВКП(б).

### Великая Отечественная война
С июня 1941 года принимал участие в боях на фронтах Великой Отечественной войны.
В 1943 году окончил ускоренные курсы при Военной академии имени М. В. Фрунзе.
997-й стрелковый полк (263-я стрелковая дивизия, 51-я армия) под командованием подполковника Рогалёва 8 мая 1944 года прорвал оборону противника под Севастополем и водрузил на высоте с отметкой «256,2» флаг СССР. Успешное наступление полка способствовало развитию общего наступления, в результате которого были освобождены сёла Кайтаны и Инкерман (ныне Белокаменск).
Указом Президиума Верховного Совета СССР от 24 марта 1945 года за успешное командование полком, мужество и героизм, проявленные в боях с немецко-фашистскими захватчиками, подполковнику Петру Леонтьевичу Рогалёву присвоено звание Героя Советского Союза с вручением ордена Ленина и медали «Золотая Звезда» (№ 6275).

### Послевоенная карьера
В 1956 году окончил Военную академию имени М. В. Фрунзе.
С 1959 по 1963 годах Рогалёв работал на должности военного комиссара Башкирской АССР.
Избирался депутатом депутатом Верховного Совета БАССР (5, 6 созывов).
С 1964 году полковник Пётр Леонтьевич Рогалёв вышел в отставку. Жил в городе Уфе, где и умер 5 марта 1988 года. Похоронен на Южном кладбище.

## Награды
- Медаль «Золотая Звезда»;
- два ордена Ленина;
- четыре ордена Красного Знамени;
- орден Суворова 3-й степени;
- орден Отечественной войны 1-й степени;
- орден Красной Звезды;
- медали;
- иностранный орден.